# Дитрих фон Кемпених
Дитрих фон Кемпених (на немски: Dietrich von Kempenich; * 1134/пр. 1158; † сл. 1181) е господар на Кемпених.

## Произход
Той е син на Зигенус де Кемпених († сл. 1152) и внук на Рихвин фон Кемпених (* пр. 1093; † сл. 1103) и правнук на Рукерус фон Вид. Племенник е на граф Метфрид III фон Вид (* пр. 1093; † сл. 1129/1145), бащата на Арнолд фон Вид, архиепископ на Кьолн († 1156). Полубрат е на Флорентинус фон Кемпених (* пр. 1156; † сл. 1187).

## Фамилия
Дитрих фон Кемпених се жени за Юдит (Юта) фон Мюленарк (* ок. 1138; † ок. 1190), дъщеря на Герхард фон Мюленарк (* пр. 1129; † сл. 1145) и Регинлинда фон Мюленарк (* 1105). Те имат децата:
- Лукардис фон Кемпених, омъжена I. за Хайнрих фон Ноймаген-Бюресхайм (* пр. 1168; † сл. 1190), II. за Фридрих фон Вирнебург (* пр. 1187; † сл. 1235)
- Хедвиг фон Вид-Кемпених, омъжена през 1197 г. за Ремболд фон Изенбург-Кемпених († ок. 1220)